# Ороте
Ороте — полуостров в Филиппинском море на западном побережье Гуама. Основная геологическая особенность острова, образующая южный берег гавани Апра и северный берег залива Агат. Его оконечность, Удалл-Пойнт, является крайней западной точкой Гуама, а также крайней западной точкой США. Полуостров исторически был местом расположения деревни чаморро Сумай, а также форта Сантьяго испанского колониального периода. В настоящее время полуостров административно относится к ведению деревни Санта-Рита, но полностью контролируется военно-морской базой Гуам.

## Геология
Полуостров Ороте, как и восточная часть Гуама, представляет собой приподнятое известняковое плато, достигающее высоты 190 футов (58 м). Известняк датируется от плиоцена до плейстоцена и известен как «марианский известняк». Геология полуострова резко отличается от геологии районов, расположенных непосредственно внутри страны и представляющих собой вулканические нагорья. Считается, что разлом Талофофо, который проходит через Гуам, проходит вдоль южной окраины полуострова Ороте.

## История
Полуостров был заселён несколькими общинами в период латте с 3500 г. до н. э. по 500 г. н. э. Следы обитания древних чаморро были обнаружены в деревнях Сумай, Габ Габ и Ороте. Исторический комплекс Ороте, расположенный в Удалл-Пойнт (ранее Ороте-Пойнт), внесён в Национальный реестр исторических мест США, и представляет собой комплекс пещер, в которых обитали чаморро периода латте.
В начале 18 века Индийский совет Испании все больше беспокоили конкурирующие военно-морские силы, угрожавшие торговым путям в Манилу и владениям Испании в Тихом океане. В 1721 году английский капер Джон Клиппертон напал на корабль снабжения из Кавите, стоявший на якоре в Меризо. В 1734 году губернатор Франсиско де Карденас Пачеко устроил якорную стоянку в гавани Апра, обеспечивающую большую защиту от нападения. Форт Сан-Луис был построен в 1737 году недалеко от современного Габ Габа для защиты новой якорной стоянки. Вторая батарея, форт Сантьяго, была построена на мысе Ороте для охраны входа в гавань. Согласно отчёту, форт Сантьяго начал строиться в 1721 году. Батарея была достаточно большой, чтобы вместить шесть пушек, а также солдатские помещения и склад боеприпасов.
В 1800-х годах Сумай стал процветающим портовым городом, в основном обслуживающим китобойные суда. Однако форты постепенно разрушались. В 1817 году Отто Коцебу сообщил, что форт Сан-Луис больше не используется. Три пушки в форте Сантьяго были признаны непригодными для использования в 1853 году, а в 1884 году губернатор Франсиско Олив-и-Гарсия заявил, что форт Сантьяго используется только как наблюдательный пункт. В результате во время Испано-американской войны 1898 года испанцы не смогли противостоять американскому захвату Гуама.
Американцы превратили полуостров в центр военной и экономической деятельности. В 1903 году компания Commercial Pacific Cable Company проложила подводный коммуникационный кабель для телеграфа через станцию в Сумай, впервые соединив Соединенные Штаты с Гуамом. По переписи 1920 года Сумай с 1209 жителями был второй по численности населения деревней Гуама. Первое поле для гольфа на Гуаме, Sumay Golf Links, было построено в деревне в 1923 году. Компания Pan American World Airways построила в деревне первую на Гуаме гостиницу и основала в Сумай базу для своих China Clipper в 1935 году, открыв первое транстихоокеанское пассажирское авиасообщение.
17 марта 1921 года рота морской пехоты США создала в Сумай базу для самолетов-амфибий. В 1926 году морпехи построили административные помещения, но в следующем году рота была переброшена в Китай для защиты жизней американцев во время Нанкинского инцидента 1927 года. Позднее США решили, что военно-морская авиабаза Сумай обходится слишком дорого, и закрыли её 23 февраля 1931 года.
Во время японского вторжения 8 декабря 1941 года Сумай подвергся бомбардировке. Часть жителей бежала вглубь страны, все оставшиеся вскоре были перемещены в различные концентрационные лагеря японцами, превратившими полуостров в крепость. Японцы также построили аэродром Ороте (с использованием принудительного труда чаморро). В отличие от аэродрома в Сумай, аэродром Ороте был наземным и использовался для дозаправки и перевооружения японских самолетов в битве в Филиппинском море. С мая 1944 года во время битвы за Гуам аэродром подвергался интенсивным атакам американцев с воздуха. 21 июля американские войска установили свои плацдармы по обе стороны полуострова Ороте, чтобы захватить аэродром и прилегающую глубоководную гавань Апра. К 30 июля полуостров был отбит. Приблизительно 3000 японских солдат погибли, защищая полуостров. После освобождения Гуама американские военные отремонтировали лётное поле аэродрома Ороте для дальнейшего использования в Войне на Тихом океане.
После окончания войны ВМС США отказали жителям Сумай в возвращении, заявив, что этот район нужен для новой военно-морской базы. Жители Сумай были переселены в Санта-Риту.

## Упоминания в искусстве
Действие эпилога сериала «Остаться в живых» (эпизод «Новый лидер») происходит на станции DHARMA Initiative на полуострове Ороте.